# Фукуока-хан

Мон роду Курода

Фукуока-хан (яп. 福岡藩, ふくおかはん) — хан в Японії, у провінції Тікудзен, регіоні Кюсю.

## Короткі відомості
- Адміністративний центр: місто Фукуока повіту Нака[1] (сучасне місто Фукуока префектури Фукуока).

- Інші назви: Курода-хан (黒田藩), Тікудзен-хан (筑前藩)

- Дохід: 473.000 коку.

- Управлявся родом Курода, що належав до тодзама і мав статус володаря провінції (国主). Голови роду мали право бути присутніми у великій залі аудієнцій сьоґуна.

- Дочірні хани: Акідзукі-хан, Торендзі-хан.

- Ліквідований 1871 року.

## Правителі
| №  | Ім'я            | Ім'я     | Роки      | Ранг, титул                | Примітки                      |
| -- | --------------- | -------- | --------- | -------------------------- | ----------------------------- |
| 1  | Курода Наґамаса | 黒田長政 | 1600-1623 | 従四位下 甲斐守 → 筑前守   | Старший син Куроди Йосітаки   |
| 2  | Курода Тадаюкі  | 黒田忠之 | 1623-1654 | 従四位下 筑前守            | Старший син Куроди Наґамаси   |
| 3  | Курода Міцуюкі  | 黒田光之 | 1654-1688 | 従四位下 右京大夫          | Старший син Куроди Тадаюкі    |
| 4  | Курода Цунамаса | 黒田綱政 | 1688-1711 | 従四位下 肥前守            | Четвертий син Куроди Міцуюкі  |
| 5  | Курода Нобумаса | 黒田宣政 | 1711-1719 | 従四位下 肥前守            | Другий син Куроди Цунемаси    |
| 6  | Курода Цуґутака | 黒田継高 | 1719-1769 | 従四位下 筑前守            | Старший син Куроди Наґакійо   |
| 7  | Курода Харуюкі  | 黒田治行 | 1769-1781 | 従四位下 筑前守 侍従       | Другий син Токуґави Мунетади  |
| 8  | Курода Харутака | 黒田治高 | 1782      | 従四位下 筑前守 侍従       | Третій син Кьоґоку Такайосі   |
| 9  | Курода Нарітака | 黒田斉隆 | 1782-1795 | 従四位下 筑前守 侍従       | Другий син Токуґави Харусади  |
| 10 | Курода Нарікійо | 黒田斉清 | 1795-1834 | 従四位下 備前守 侍従       | Син Куроди Нарітаки           |
| 11 | Курода Наґахіро | 黒田長溥 | 1834-1869 | 従二位 美濃守              | Дев'ятий син Сімадзу Сіґехіде |
| 12 | Курода Наґатомо | 黒田長知 | 1834-1869 | 正二位 下野守 左近衛権少将 | Другий син Тодо Такаюкі       |